# RS Кормы
RS Кормы (RS Puppis, RS Pup) является переменной звездой — классической цефеидой в созвездии Корма. RS Кормы меняет яркость почти в пять раз каждые 41,4 дней. Она почти в 10 раз более массивна, чем Солнце, в 200 раз больше, а её яркость в среднем в 15 000 раз больше солнечной. В 1961 году около неё была обнаружена отражательная туманность, которую в 1972 году детально исследовал Р.Хафлен.
Поскольку звезда окружена большой туманностью, астрономам Европейской южной обсерватории (ESO) и обсерватории Ла-Силья, Чили, использовавшим NTT (New Technology Telescope), удалось измерить расстояние до RS Кормы, анализируя световое эхо от частиц в окружающей звезду туманности. Туманность имеет кольцевую структуру, причём яркость колец переменна. По-видимому, туманность состоит из сферических слоёв пыли вокруг звезды. Сдвиг фазы изменений яркости деталей колец относительно изменений блеска цефеиды позволяет определить расстояние до RS Кормы чисто геометрическим способом.
Расстояние было определено как 6500 ± 90 св. лет от Земли, и это наиболее точные измерения достигнутые для любой цефеиды по состоянию на начало 2008 года. Таким образом, RS Кормы находится на расстоянии около четверти пути между Солнцем и центром Млечного Пути. Звезда лежит в галактической плоскости, в самом густонаселённом регионе нашей Галактики. Точность этого измерения исключительно важна, потому что цефеиды служат в качестве маркера расстояний (стандартная свеча) в пределах нашей Галактики, и для близлежащих галактик.

## Галерея

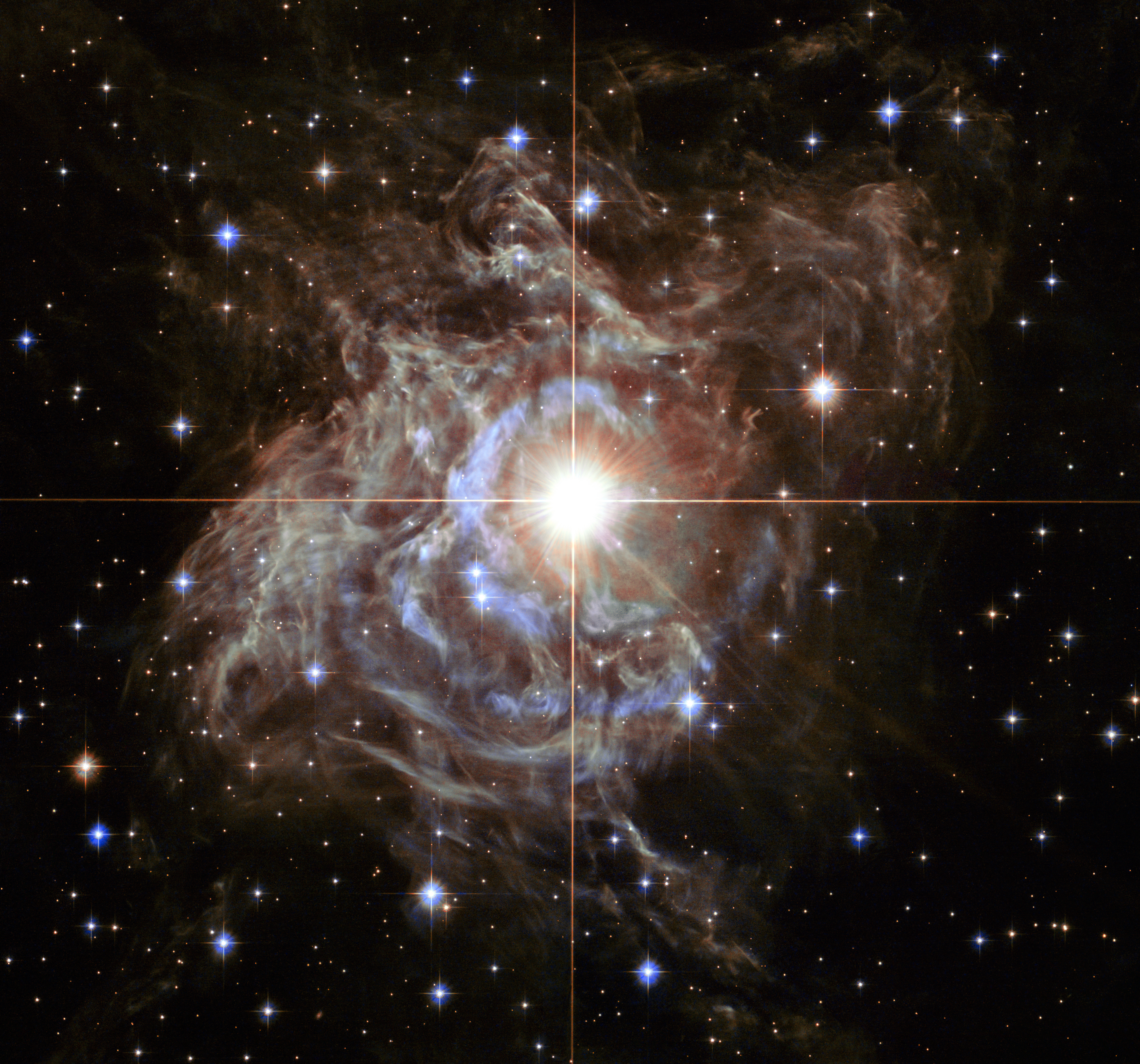
Световое эхо, окружающее звезду RS Кормы. Фотография телескопа «Хаббл»
- Свет от RS Кормы меняет интенсивность, распространяясь через его отражательную туманность